# Spaniens Grand Prix 1974

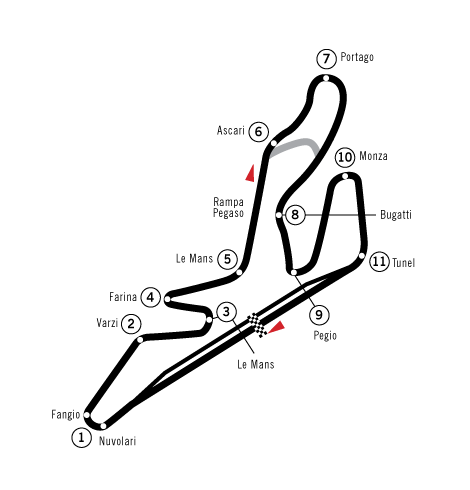
Circuit Jarama

Spaniens Grand Prix 1974 var det fjärde av 15 lopp ingående i formel 1-VM 1974.

## Resultat
1. Niki Lauda, Ferrari, 9 poäng
2. Clay Regazzoni, Ferrari, 6
3. Emerson Fittipaldi, McLaren-Ford, 4
4. Hans-Joachim Stuck, March-Ford, 3
5. Jody Scheckter, Tyrrell-Ford, 2
6. Denny Hulme, McLaren-Ford, 1
7. Brian Redman, Shadow-Ford
8. Patrick Depailler, Tyrrell-Ford
9. Mike Hailwood, McLaren-Ford
10. James Hunt, Hesketh-Ford
11. James Hunt, Hesketh-Ford
12. John Watson, John Goldie Racing (Brabham-Ford)
13. Henri Pescarolo, BRM
14. Carlos Pace, Surtees-Ford
15. Tim Schenken, Trojan-Ford (varv 76, snurrade av)

### Förare som bröt loppet
- Jean-Pierre Jarier, Shadow-Ford (varv 73, för få varv)
- Graham Hill, Hill (Lola-Ford) (43, motor)
- Arturo Merzario, Williams (Iso Marlboro-Ford) (37, olycka)
- Jochen Mass, Surtees-Ford (35, växellåda)
- François Migault, BRM (27, motor)
- Jacky Ickx, Lotus-Ford (26, bromsar)
- Ronnie Peterson, Lotus-Ford (23, motor)
- Chris Amon, Amon-Ford (22, bromsar)
- Rikky von Opel, Brabham-Ford (14, oljeläcka)
- Carlos Reutemann, Brabham-Ford (12, snurrade av)
- Jean-Pierre Beltoise, BRM (2, motor)

### Förare som ej startade
- Vittorio Brambilla, March-Ford

### Förare som ej kvalificerade sig
- Guy Edwards, Hill (Lola-Ford)
- Tom Belsø, Williams (Iso Marlboro-Ford)